# Adrianus Godschalk
Adrianus Godschalk (Den Dungen, 1 augustus 1819 - 's-Hertogenbosch, 3 januari 1892) was een rooms-katholiek geestelijke en bisschop van Den Bosch.
Godschalk was beoogd in 1877 coadjutor te worden van Joannes Zwijsen. Toen deze op 16 oktober 1877 overleed, was de aanstelling van Goldschalk nog niet rond. Op 8 januari 1878 werd hij de nieuwe bisschop van Den Bosch. Voor zijn wapenspreuk hoefde hij niet lang te zoeken: 'schalk' = dienaar (Servus), God (Deus): Servus Dei.
Godschalk bleef bisschop tot zijn dood in 1892. Hij verzette zich tijdens zijn bestuur heftig tegen het Bossche carnaval en verbood het dansen en andere vermakelijkheden.
- Biografisch Portaal: 78542437
- Digitale Bibliotheek voor de Nederlandse Letteren: gods002
- International Standard Name Identifier: 0000 0003 9385 3645
- Nederlandse Thesaurus van Auteursnamen: 06819207X
- Virtual International Authority File: 288215764
- WorldCat: E39PBJqfP34GxB3b6hxcXfPWjC